# 克勞福德縣 (愛阿華州)
克勞福德縣（英語：Crawford County）是美國愛阿華州西部的一個縣。面積1,852平方公里。根據美國2000年人口普查，共有人口16,942人。縣治丹尼森（Denison）。
成立於1851年，縣政府成立於1855年，縣名紀念在詹姆斯·麥迪遜和安德魯·傑克遜時期分別擔任戰爭部長和財政部長的威廉·哈里斯·克勞福德。